# Chloé Frammery
Chloé Frammery (alias Chloé F.) es una matemática, activista, vlogger, y conferenciante franco-suiza. Su cobertura mediática y popularidad son concomitantes con su activismo así como por su difusión de información sobre la pandemia de Covid-19 como parte del movimiento de protestas contra el confinamiento por la pandemia de COVID-19

.

## Biografía
En 2003, Chloé Frammery comenzó a estudiar matemáticas en la Universidad de Ginebra, obteniendo un máster en 2008, completado por el MASE (máster Universitario en Educación Secundaria) en 2010. Nombrada profesora titular de matemáticas en 2011, fue elegida copresidenta del grupo de matemáticas del cantón de Ginebra para 2017-2020. A fines de 2020, pidió vacaciones anuales no pagadas para distanciarse de las presiones que sufrió por sus acciones militantes. 
Se ha hecho conocer por sus puntos de vista conspiracionistas y su activismo, así como por su difusión de información sobre la pandemia de Covid-19 como parte del movimiento de protestas contra el confinamiento por la pandemia de COVID-19.

### Redes sociales y censura
El 6 de marzo de 2021, su canal de YouTube "Chloé F." se elimina porque su vídeo del 21 de febrero de 2021 no "cumple los estándares de la comunidad", según YouTube Luego abrió su canal "Chloé F." en la plataforma Odysee, una cuenta en Instagram y en VK, luego lanza su canal público Telegram, su canal en Crowdbunker y Rumble (sitio web) en abril de 2023 en su sitio web chloeframmery.ch.

### Compromiso Político
Fue militante en el sindicato ginebrino de la función pública. Fue candidata al Gran Consejo de Ginebra en 2018, donde encabezó la lista en la lista "Igualdad and Equity", que fundó con Gérard Scheller, fundador de la sucursal de Ginebra del colectivo antiglobalización Attac. Fue miembro del comité Stop Tisa (Acuerdo de Comercio de Servicios) hasta su disolución en 2022. Apoyó la iniciativa Full Currency en junio de 2018. Participó en el movimiento de los chalecos amarillos en Francia y Suiza.
Es candidata al Consejo Nacional para las Elecciones federales de Suiza de 2023
. Su lista “Libertad”, cuyos candidatos dicen liberarse de las etiquetas de izquierda y derecha, está relacionado con las listas del PEV y la UDF. Eliminada en la primera vuelta de las elecciones al Consejo Nacional, compitió en la segunda vuelta de las elecciones al Consejo de Estados tras la retirada de un candidato a su favor.
Hizo campaña por la liberación del coronel Mohamed El Ghanem, internado en el Hospital Psiquiátrico Belle-Idée desde 2013 hasta al menos 2023.
Chloé Frammery muestra su escepticismo respecto a las tesis defendidas por el Panel Intergubernamental sobre Cambio Climático sobre el calentamiento global.
En 2025, se declaró víctima de gang stalking, en la forma de una invasión de vivienda sin allanamiento con marcas de manos dejadas en sus ventanas, como guerra psicológica.

## Publicación
- ‘’La Suisse au coeur; Biographie d’une résistante des années 2020’’, 2025, ISBN 978-2-8399-4547-9.